# Bert-Jan Ruissen
Bert-Jan Ruissen (ur. 22 marca 1972 w Kruiningen w gminie Reimerswaal) – holenderski polityk, samorządowiec i urzędnik państwowy, poseł do Parlamentu Europejskiego IX i X kadencji.

## Życiorys
Absolwent uczelni rolniczej Landbouwuniversiteit Wageningen. Zaangażował się w działalność polityczną w ramach Politycznej Partii Protestantów (SGP). W latach 1995–2000 był urzędnikiem we frakcji deputowanych swojego ugrupowania w Europarlamencie. W 2000 został urzędnikiem w holenderskim ministerstwie rolnictwa. Od 2006 wybierany na radnego miejscowości Krimpen aan den IJssel.
W wyborach w 2019 z wspólnej listy CU i SGP uzyskał mandat eurodeputowanego IX kadencji. W 2024 z powodzeniem ubiegał się o poselską reelekcję.